# Vulpes kernensis
Vulpes kernensis — вид вимерлих хижих ссавців з родини псових, який жив у міоцені; викопні рештки знайдені у США, Каліфорнія.